# 390年代
| 千纪： | 1千纪                                                                                  |
| 世纪： | 3世纪 \| 4世纪 \| 5世纪                                                                |
| 年代： | 360年代 \| 370年代 \| 380年代 \| 390年代 \| 400年代 \| 410年代 \| 420年代              |
| 年份： | 390年 \| 391年 \| 392年 \| 393年 \| 394年 \| 395年 \| 396年 \| 397年 \| 398年 \| 399年 |

## 大事记
- 394年，后燕灭西燕统一华北，395年，參合陂之战，北魏击败后燕，397年，北魏重创后燕，河北归属北魏。
- 後涼衰落，南凉、北凉先后建立。
- 中國高僧法顯至印度求佛經。
- 晋孝武帝崩，东晋陷入内乱，司马道子、王恭、殷仲堪之乱，孫恩起兵。
- 羅馬帝國皇帝狄奥多西一世卒，國土正式分裂，長子阿卡狄奧斯，十八歲，建都君士坦丁堡，治理希臘語地區，史稱東羅馬帝國。幼子霍諾留，十一歲，建都拉溫那（義大利北部臨亞得里亞海），治理拉丁語地區，史稱西羅馬帝國。

## 逝世
- 姚苌（393年去世）
- 司马昌明（396年去世）
- 慕容垂（396年去世）
- 慕容宝（398年去世）